# Bulbophyllum vitellinum
Bulbophyllum vitellinum là một loài phong lan thuộc chi Bulbophyllum.